# Болотная чагра
Болотная чагра (лат. Bocagia minuta) — вид воробьиных птиц из монотипического рода Bocagia, относящегося к семейству кустарниковых сорокопутов. Обитают в тропиках и субтропиках Африки.

## Таксономия
Изначально вид Bocagia minuta был описан под именем Telephonus minutus. Потом его включали в род Tchagra.
Выделяют три подвида. Один из них, B. m. anchietae, иногда считают отдельным видом птиц.

## Распространение
Обитают на территории Анголы, Бурунди, Камеруна, ЦАР, Республики Конго, ДРК, Кот д’Ивуара, Эфиопии, Габона, Ганы, Гвинеи, Кении, Либерии, Малави, Мозамбика, Нигерии, Руанды, Сьерра-Леоне, Судана, Танзании, Того, Уганды, Замбии и Зимбабве.

## Описание
Длина тела 15—19 см. Крупная голова, короткий хвост. Ноги тёмно-серые.

## Биология
Питаются довольно крупными насекомыми, включая кузнечиков (Acrididae), жуков (Coleoptera), стрекоз (Odonata) и полужесткокрылых (Hemiptera).